# 寬頻
在基本電子和電子通訊上，是描述電子線路能夠同時處理較寬的頻率範圍。寬頻是一種相對的描述方式，頻帶的範圍愈大，也就是頻寬愈高時，能夠傳送的資料也相對增加。譬如說在無線電通訊上，頻率範圍比較窄的頻寬只能傳送摩爾斯電碼，傳送高品質的音樂就需要較大的頻寬。電視天線的寬頻代表能夠接收數量較多的頻道。在資料傳送方面，同樣是以電話線作為訊號傳遞的介質，目前光纖電纜則愈來愈普及，撥號上網最快速度僅為56Kbps，寬頻的ADSL和光纖能夠提供更高的傳送速率。

## 标准
OECD于2006年报告称，任何传输速率在256Kbps以上的互联网连接，可称为宽带。
FCC于2024年发布解释，下載速率100Mbps以上，上傳速率20Mbps以上的互聯網，可稱為寬頻。

## 参看
- 上線時間
- 宽带因特网连接
- 移动宽频
- 超宽带
- 无线宽频